# Atentát na Fumia Kišidu
Atentát na Fumia Kišidu, japonského premiéra, proběhl 15. dubna 2023 v 11:25 místního času (4:25 SELČ) ve městě Wakajama. Jednalo se o útok, pravděpodobně dýmovnicí, který proběhl na předvolebním mítinku. Premiér Kišida vyvázl bez zranění. Lehce zraněn byl zasahující policista na místě činu.

## Základní informace

### Atentátník
Televizní stanice NHK informovala, že policie zadržela jednoho podezřelého. NHK následně uvedla, že zadržený je dvaceti čtyřletý Rjúdži Kimura který pochází z města Kawaniši. Stejnou informaci přinesla i agentura Kjódó.

### Reakce
- Tajemník japonské vlády Hirokazu Macuno prohlásil: „Volby jsou základem demokracie. Takové násilí je neodpustitelné.“[4]

- Spolustraník premiéra Kišidy z LDP, Hiroši Morijama, označil incident za zvěrstvo. Podle něj je událost útokem na pilíř demokracie, jímž jsou volby.[1]

### Připomenutí atentátu na Šinza Abeho
V médiích byl po události připomínán úspěšný atentát na Šinza Abeho, bývalého japonského premiéra, který na následky zranění zemřel. Oba atentáty od sebe dělí deset měsíců.